# Replica (spettacolo)

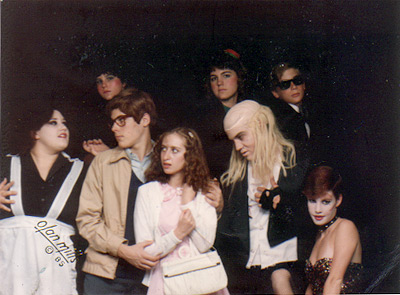
Un'immagine ispirata al Rocky Horror Picture Show, celebre film e spettacolo musicale che, dagli anni settanta ad oggi, si è caratterizzato per un considerevole numero di repliche

Una replica nell'ambito degli spettacoli, come teatro e televisione, è una delle rappresentazioni del medesimo spettacolo successive alla prima. Vale per qualsiasi tipo di evento: teatrale, concertistico, operistico, ecc.
In taluni casi, è dalla quantità delle repliche che si definisce il successo o meno di uno spettacolo. Il numero di esse, infatti, in parte viene prestabilito dagli organizzatori, ma poi è il gradimento, o il non gradimento del pubblico, a provocare l'aggiunta di repliche - in caso di successo - o la cancellazione - in caso di fiasco. In ambito televisivo, le repliche, specialmente di serie TV, trovano spazio soprattutto come riempitivi quando la programmazione autoprodotta si interrompe - specialmente durante il periodo estivo - o in fasce orarie tardo-serali o notturne.